# Comando de Aeródromo A (o) 32/VII
El Comando de Aeródromo A (o) 32/VII (Flieger-Horst-Kommandantur A (o) 32/VII) fue una unidad de la Luftwaffe durante la Segunda Guerra Mundial.

## Historia
Fue formado el 15 de junio de 1944 en Fürth, a partir del Comando de Aeródromo A (o) 16/XII.

## Comandantes
- Mayor Georg Tiedt – (15 de octubre de 1944 – 7 de noviembre de 1944)
- Mayor Werner Pollack – (7 de noviembre de 1944 – 8 de mayo de 1945)

## Servicios
- junio de 1944 – mayo de 1945: en Fürth bajo el Comando de Base Aérea 14/VII.

## Orden de Batalla

### Unidades adheridas
- Comando de Pista de Aterrizaje Adlholz
- Comando de Pista de Aterrizaje Amberg
- Comando de Pista de Aterrizaje Buchschwabach
- Comando de Pista de Aterrizaje Nürnberg
- Comando de Pista de Aterrizaje Fürth-Industriehafen